# 第27回ロサンゼルス映画批評家協会賞
第27回ロサンゼルス映画批評家協会賞は、ロサンゼルス映画批評家協会によって2001年の映画に贈られた映画賞である。

## 受賞
- 主演男優賞: 
  - デンゼル・ワシントン – 『トレーニング デイ』
- 主演女優賞:
  - シシー・スペイセク – 『イン・ザ・ベッドルーム』
- アニメ映画賞: 
  - 『シュレック』
- 撮影賞:
  - 『バーバー』 - ロジャー・ディーキンス
- 監督賞: 
  - デヴィッド・リンチ - 『マルホランド・ドライブ』
- ドキュメンタリー賞: 
  - The Gleaners and I
- 作品賞:
  - 『イン・ザ・ベッドルーム』
- 外国映画賞:
  - 『ノー・マンズ・ランド』 ( ボスニア・ヘルツェゴビナ)
- 音楽賞:
  - 『ロード・オブ・ザ・リング』 - ハワード・ショア
- 美術賞:
  - 『ムーラン・ルージュ』 - キャサリン・マーティン
- 脚本賞:
  - 『メメント』 - クリストファー・ノーラン
- 助演男優賞:
  - ジム・ブロードベント - 『ムーラン・ルージュ』、『アイリス』
- 助演女優賞: 
  - ケイト・ウィンスレット - 『アイリス』
- 生涯功労賞: 
  - エンニオ・モリコーネ
- ニュー・ジェネレーション賞:
  - ジョー・グラント